# Basílica de San Mauricio de Épinal
La basílica de San Mauricio de Épinal (en francés: basilique Saint-Maurice d' Épinal) es una iglesia medieval francesa construida en su estado actual, entre los siglos XI y XIII, en la pequeña localidad de Épinal que depende de la diócesis de San Dié.

## Historia del edificio

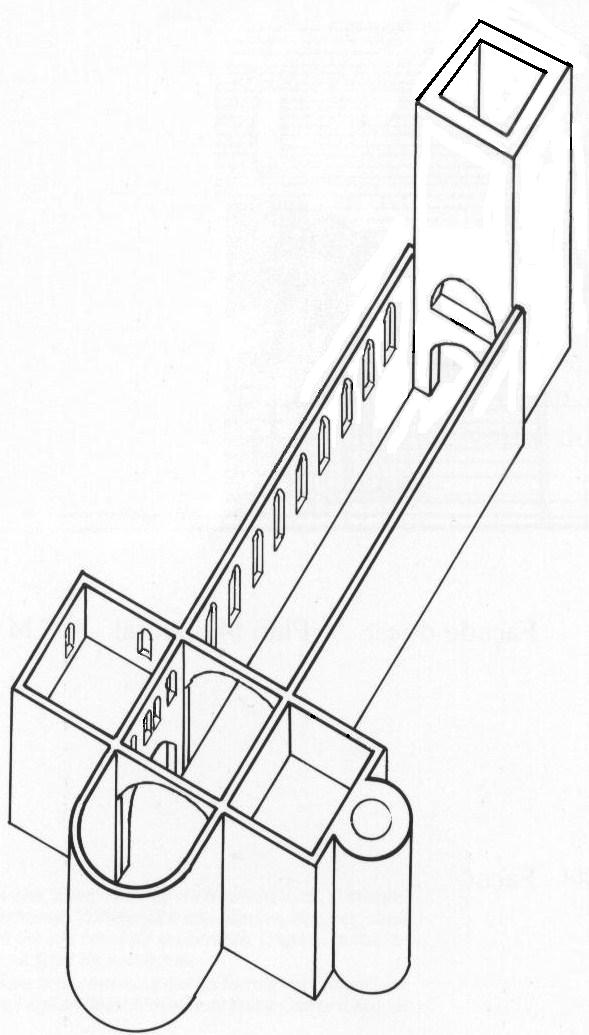
Axonometría de la basílica en su consagración en 1050 por el papa León IX (reconstrucción).

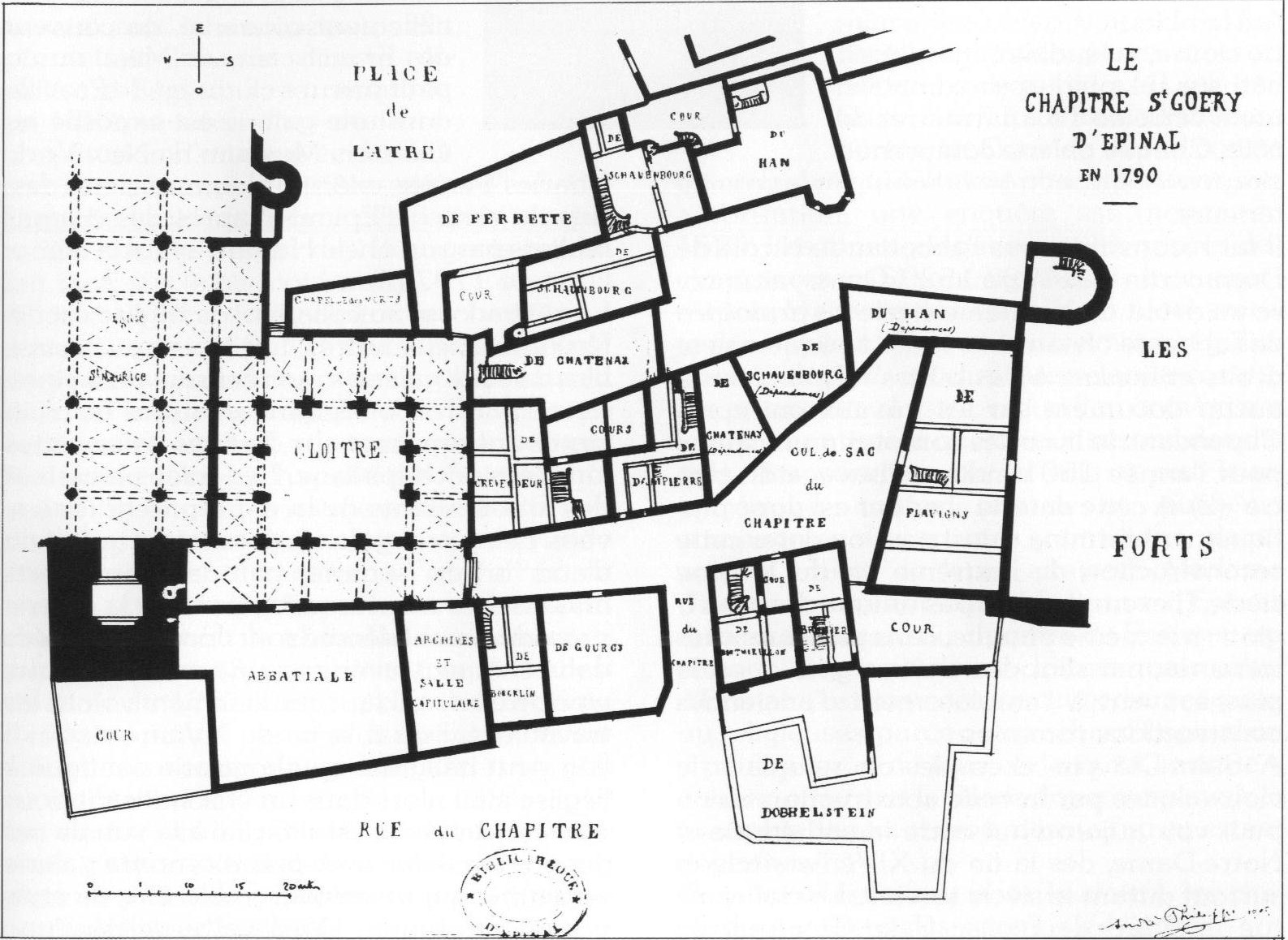
Reconstrucción, de A. Philippe, del capítulo de San Goericoy en Épinal en 1790.

En la Edad Media, las tierras dependían del señor de Metz, y los religiosos dependían de la diócesis de Toul, parroquia de Dogneville. Es probable que en el sitio estuviera anteriormente la primera iglesia de la ciudad, construida en el siglo X por el obispo Gerardo de Toul a petición de Thierry de Hamelant, obispo de Metz. La parroquia se componía de cinco mansiones adscritas antes a la parroquia de Dogneville: Espinal, Grennevo, Avrinsart, Villers y Rualménil.
Thierry de Hamelant, una vez fundado el monasterio, acogió en la iglesia tanto a la población de la villa como a los monjes benedictinos, y fue dedicada inicialmente a san Mauricio. Para completar la fundación, los dos obispos se desplazaron y Thierry Hamelant llevó las reliquias de San Goerico, y un milagro habría tenido lugar en esa ocasión según fue relatado por Widric. Al sur de la nave se encontraba el claustro. Al sur del coro estaba asociado el primer cementerio espinaliense, en el sitio actual de la plaza de l'Âtre, como recuerda un crucifijo colgado en el muro del brazo sur del transepto. El siguiente obispo, Adalberón II, encontró el monasterio abandonado, decidió instalar en él a las monjas benedictinas bajo el patronazgo de san Goerico, uno de sus predecesores en el cátedra Messina (de Metz).
A mediados del siglo XI, fue reconstruida una nueva iglesia románica, que fue consagrada por el papa alsaciano León IX. Se supone que tenía una apariencia similar a la de hoy. Los muros de la nave siguen siendo los del siglo XI a los que se añadieron las naves laterales en el siglo XIII. Las huellas de las aberturas originales son claramente visibles en el exterior, en la pared sur.
Es probable que durante el siglo XIII las monjas fueran reemplazadas por un capítulo de canónigos que se mantendrá hasta el final del siglo XVIII. Una vez más dedicada a San Mauricio, la colegial sirvió también como iglesia parroquial para los habitantes de Epinal, y se colocó un altar para este fin en el extremo este de la nave.
Los trabajos se llevaron a cabo desde el siglo XIII al XIV. a partir del siglo XIII, el coro fue reconstruido, un nuevo portal abierto a la ciudad se construyó en la pared norte de la nave y esta última se cubrió con bóvedas.
En 1846, la iglesia se clasificó como monumento histórico. En el siglo XIX, en la torre-beffroi se abrió un portal de neorrománico.
El 20 de febrero de 1933 la iglesia parroquial de San Mauricio fue declarada como basílica menor, bajo el pontificado de Pío XI. Importantes restauraciones tuvieron lugar en el siglo XX. Un parasol con bandas roja y oro, un escudo y una campana, en el coro, recuerdan este título.

## Aspectos arquitectónicos

### La torre

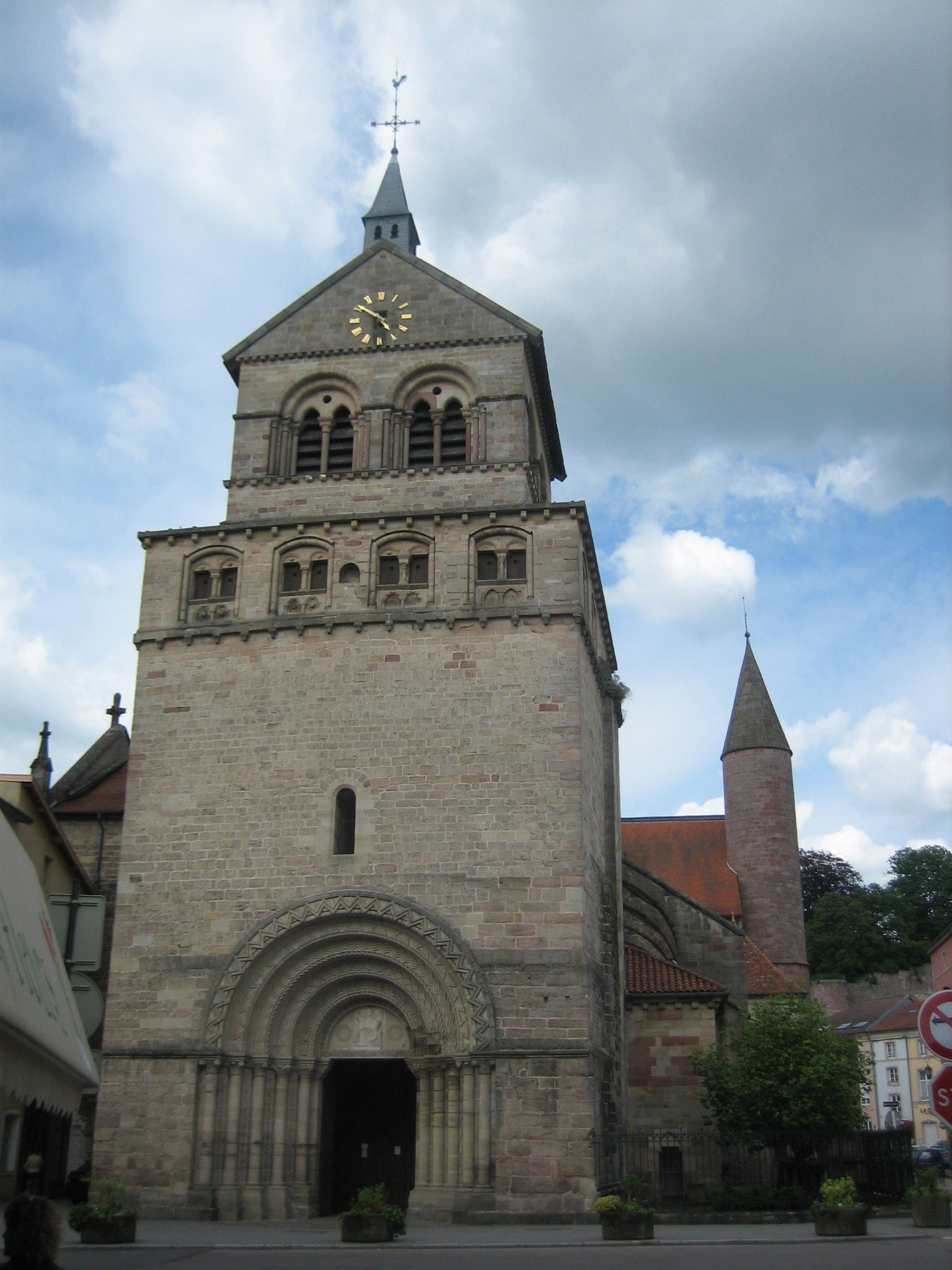
Vista de la torre

Tal como es actualmente visible, la torre es muy masiva y tiene una treintena de metros; consta de dos partes:
- una primera parte más ancha, de 17 metros de altura, con dos habitaciones cuadradas y cubierta por un camino de ronda, abierto al exterior a través de ventanas y aspilleras;
- una segunda más estrecha, por encima, formada por un beffroi retirado 1,5 m del plano inferior, que aloja las campanas;
- una cubierta a dos aguas de arenisca fue instalado en 1933 con dos cruces en la parte superior, una en piedra y la otra de hierro forjado con un gallo en lo alto.

Desde el exterior (T1 en la planta), a la derecha de la entrada y dispuesta en el espesor del muro sur, se encuentra una escalera de caracol cuyos pasos se disponen uno sobre el otro con un apoyo en el medio, que sube hasta el camino de ronda y termina en un chapitel. Hay una segunda escalera (T2 en la planta), que nace en el interior de la nave, a la izquierda de la puerta que conduce a la torre y que fue redescubierta en 1984.

### El coro
El coro consta de una nave central que está formada por: 
- dos tramos precedentes (A y B),
- un ábside con cinco lados,
- dos absidiolos de cuatro lados retirados un tramo (A).

El principal lugar de culto, el ábside, se acentúa mientras que los absidiolos son tratados como meros anexos. Estos son notables en tanto que están dispuestos fuera del eje de la iglesia, a 45°; esta configuración era bastante rara en la arquitectura románica. Así se puede comparar con las iglesias de Montbron, con la de Monsempron-Libos, con la abadía de Puypéroux y con la capilla de San Quenin Vaison-la-Romaine. Esta disposición será retomada en la arquitectura gótica con brillantes ejemplos desde la iglesia de la abadía de San Yved Braine, en la Campaña y al norte, hasta la Colegiata de San Gengoult Toul o la santa capilla de Dijon así como Bonlieu y San Maximino.

### El portal de los burgueses
En el siglo XIII, la iglesia estaba bordeada al sur por un claustro y las edificaciones del convento y los canónigos tenían así una entrada particular (A1 en la planta de la ficha); los feligreses entrarían por el norte, entrada llamada de los burgueses (A2 en la planta). Esta disposición duró hasta el siglo XIX cuando se perforó otra en la torre (portal románico). Este portal fue nombrado entonces «Antrée Mons San Goéry».
Incluía un gran decorado con estatuas talladas en las paredes de la derecha y la izquierda, mientras que los dos tímpanos laterales y el tímpano frontal también estaban decorados. Había también arquivoltas ornamentadas. El conjunto sufrió un fuerte deterioro en 1793, pero Émile Boeswillwald supervisó los trabajos realizados por Schuler. El portal consta de una entrada trapezoidal de 7,6 m con un crucero de ogivas cuya clave es un Agnus Dei rodeado de un círculo de follaje y de un personaje muy dañado que podría ser un ángel. El canto sobre la calle es un arco ligeramente apuntado con una arquivolta con dos dovelajes con una decoración en hojas terminadas en ganchos. El conjunto está coronado por una arista saliente apoyada por ménsulas en gárgolas.
En el centro, entre las dos puertas, se encuentra una estatua de la Virgen con el Niño de 2,25 m de altura posada sobre un entrepaño; tiene trazas de color y parece datar del siglo XIII. Hay cinco cabezas de este portal que se conservan en el Museo departamental de arte antiguo y contemporáneo de Épinal.

## Obras artísticas
- Una tabla del siglo XVII de Nicolas Bellot representando la pasión de Cristo y el château d'Épinal (este último simbolizando Jerusalén), está expuesta en la basílica.
- La necrópolis de las  Damas del capítulo San Goerico (sepulturas de Yolande de Bassompierre hasta Gabrielle de Spada).
- Relicarios de santa Auger, san Goerico y San Mauricio de sus compañeros.
- Órgano suntuoso pero dañado; puede ser operado mediante fuelles aunque ahora es eléctrico.

### Galería de imágenes

Exterior
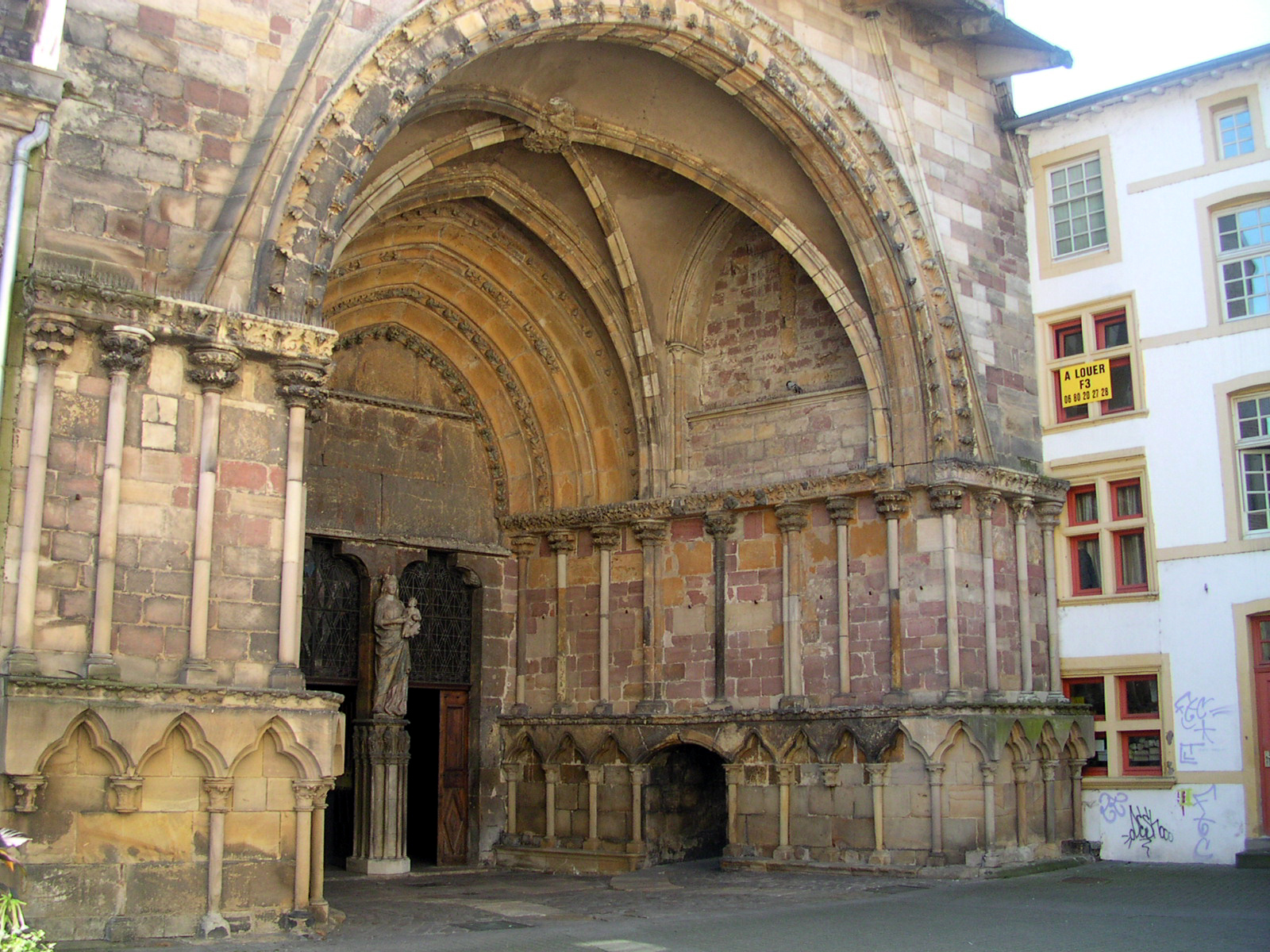
Vista desde la rue des Bourgeois.
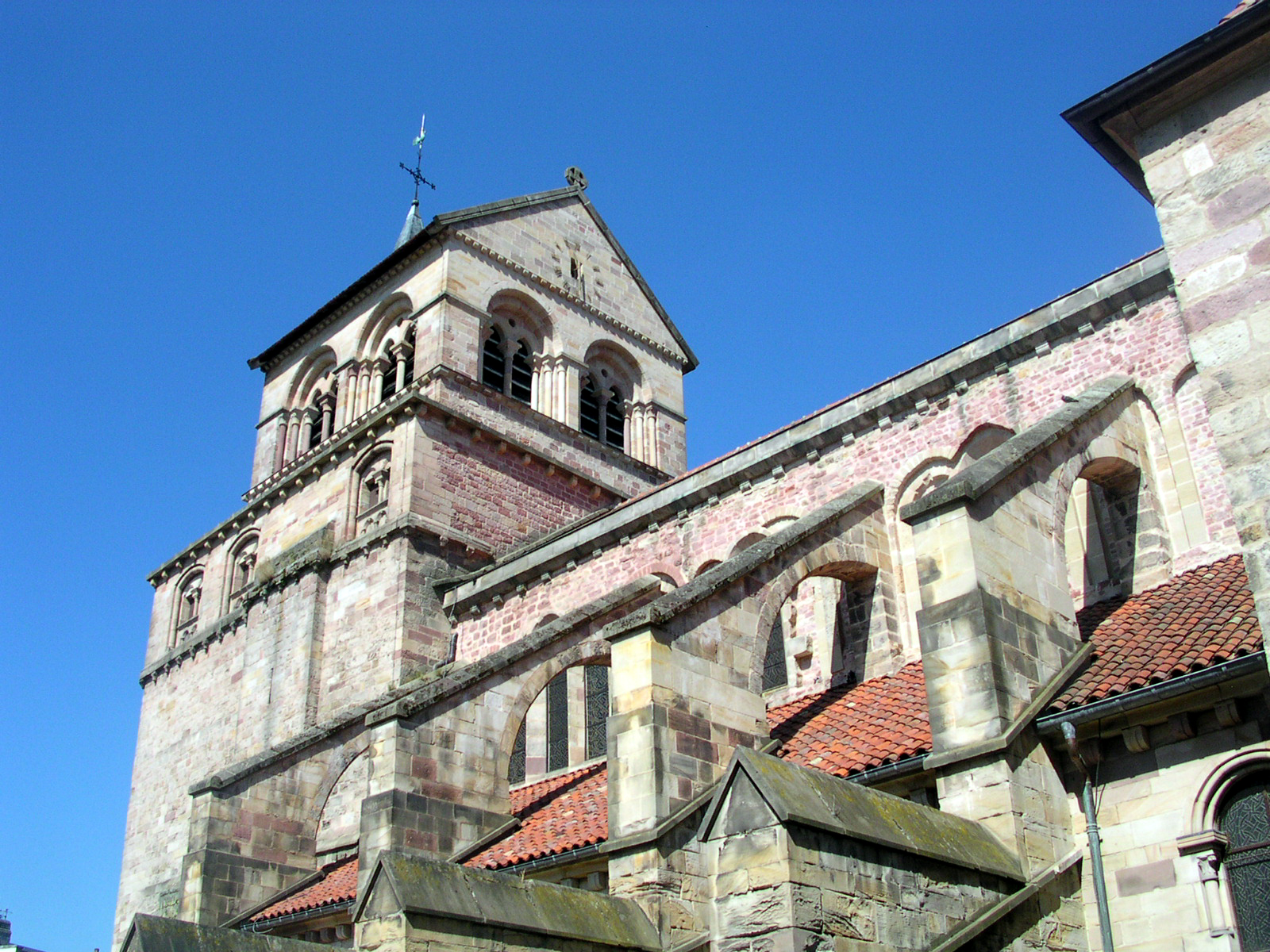
La nave, la torre y los arbotantes.
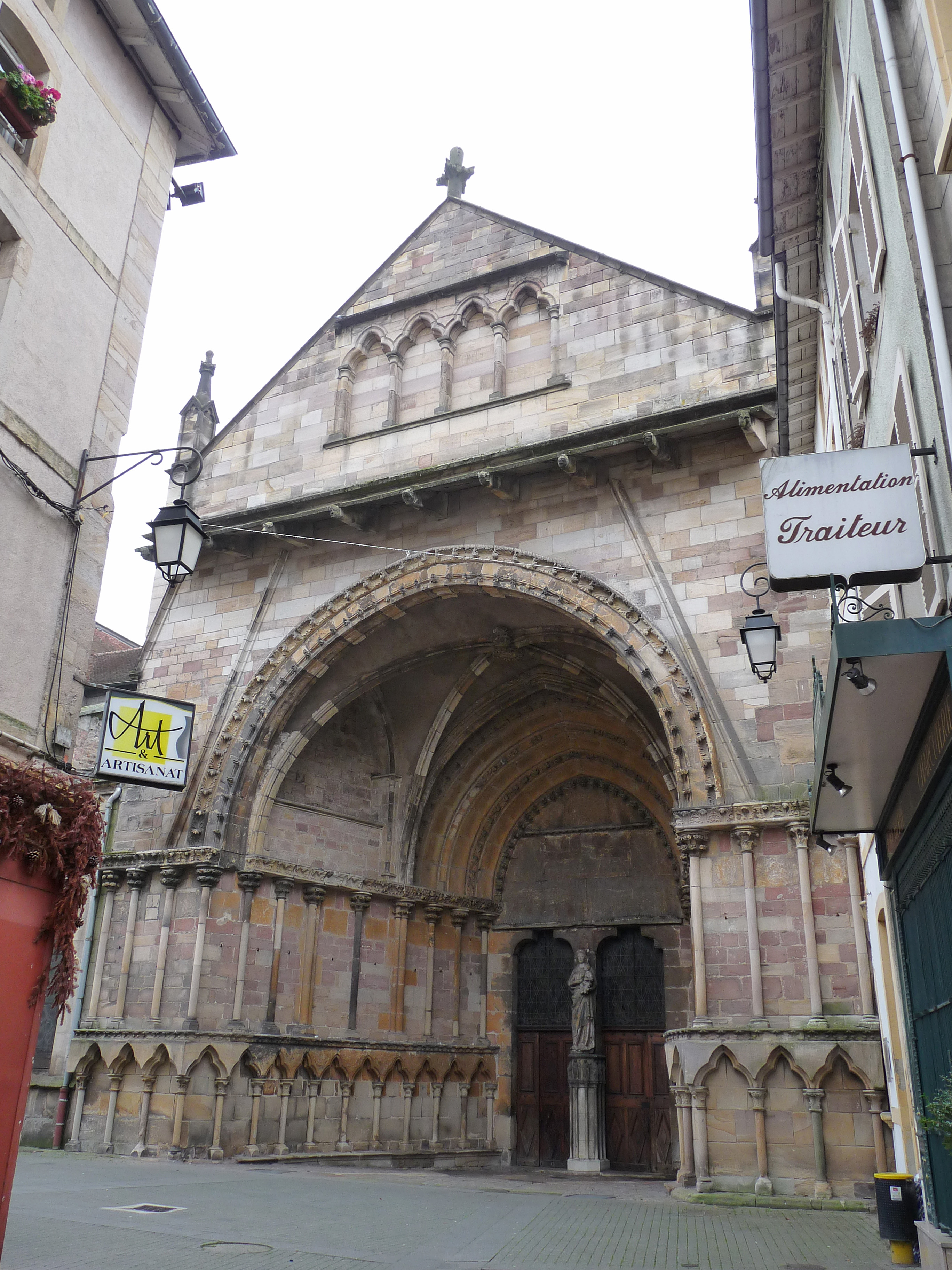
Portal de los burgueses (siglo XIX).
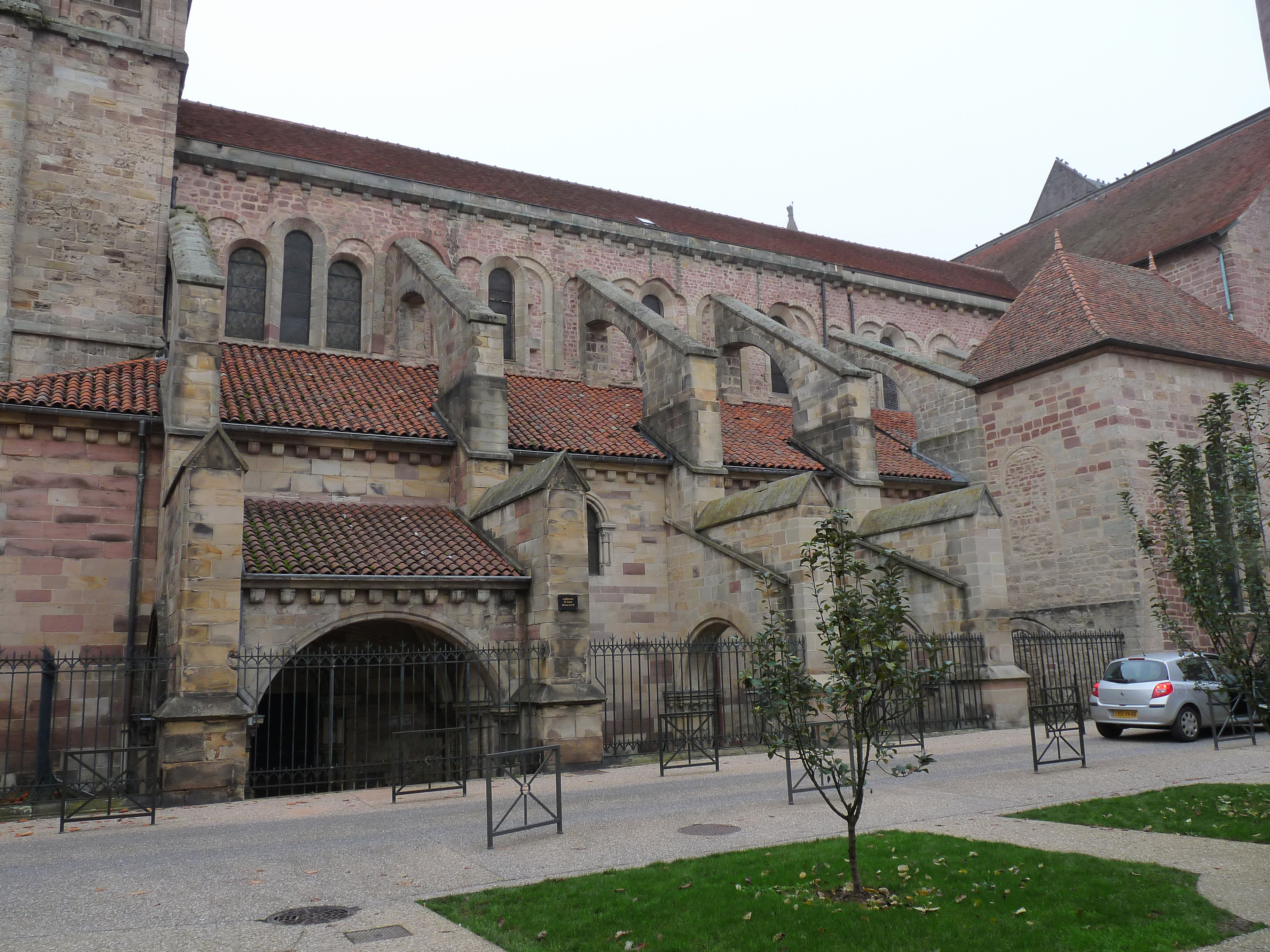
Lateral de la basílica.
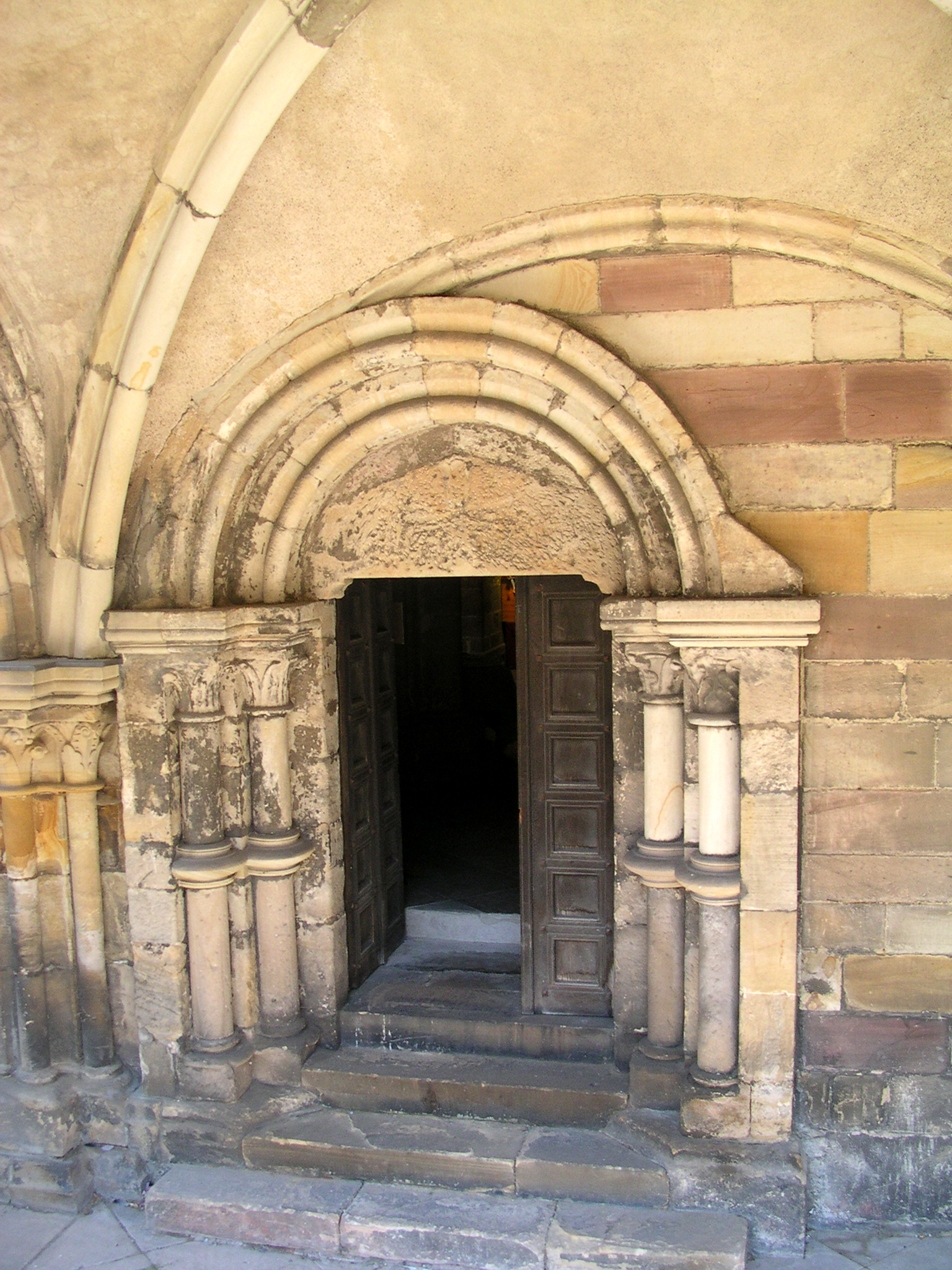
La puerta des dames.

Interior
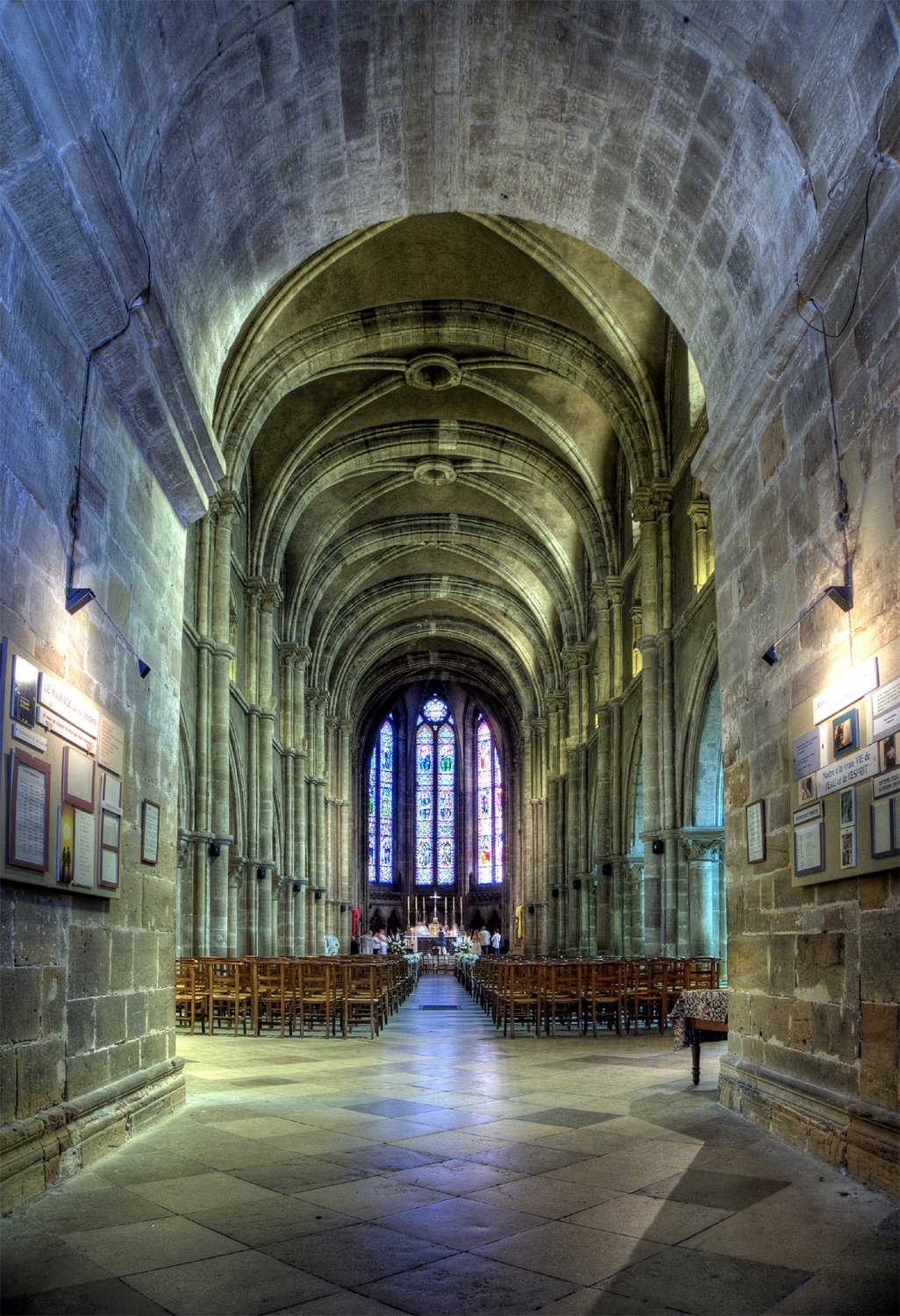
La iglesia desde la entrada de la torre.
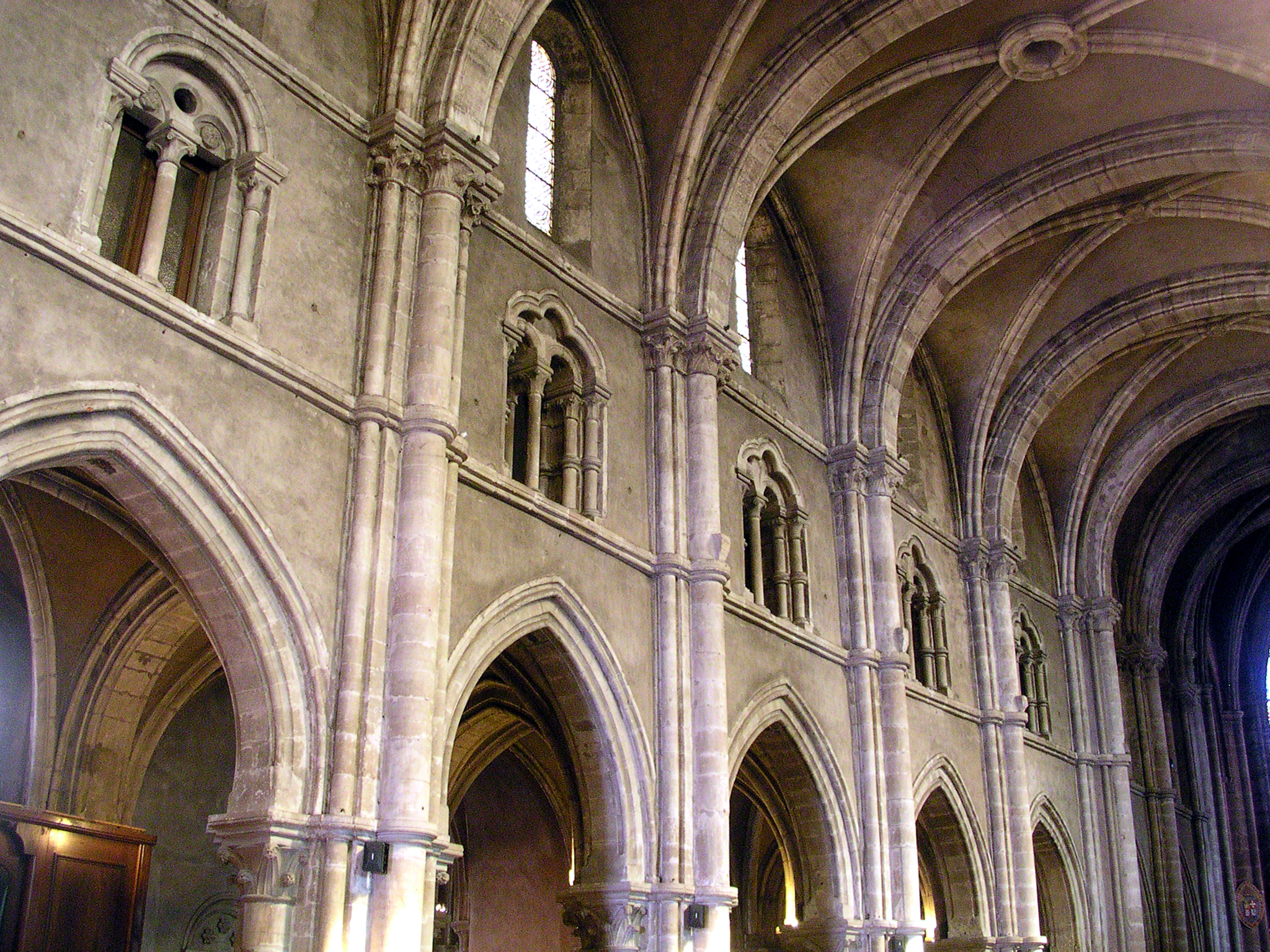
La nave y su planta intermedia.
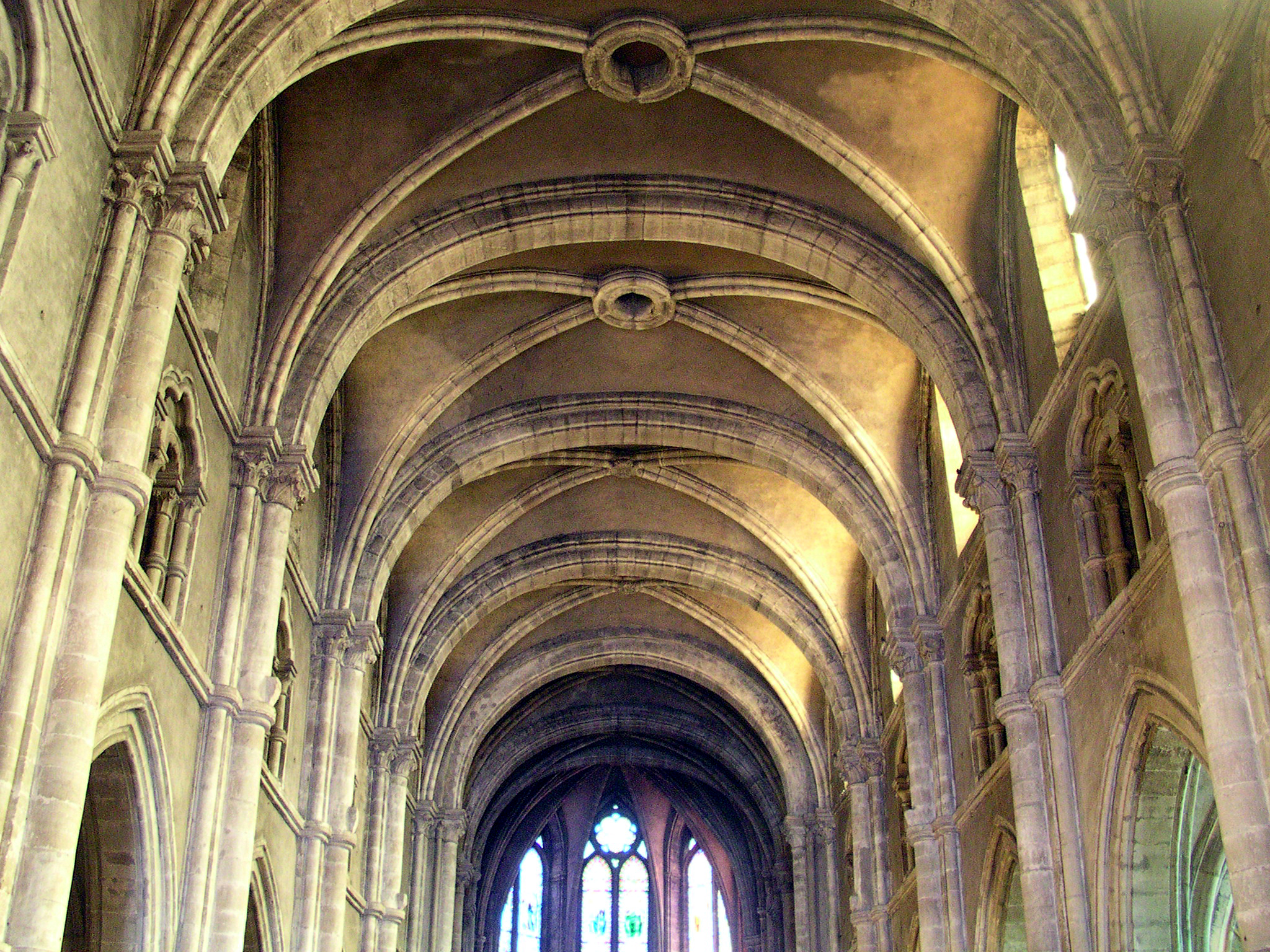
Claves de la bóveda de la nave.
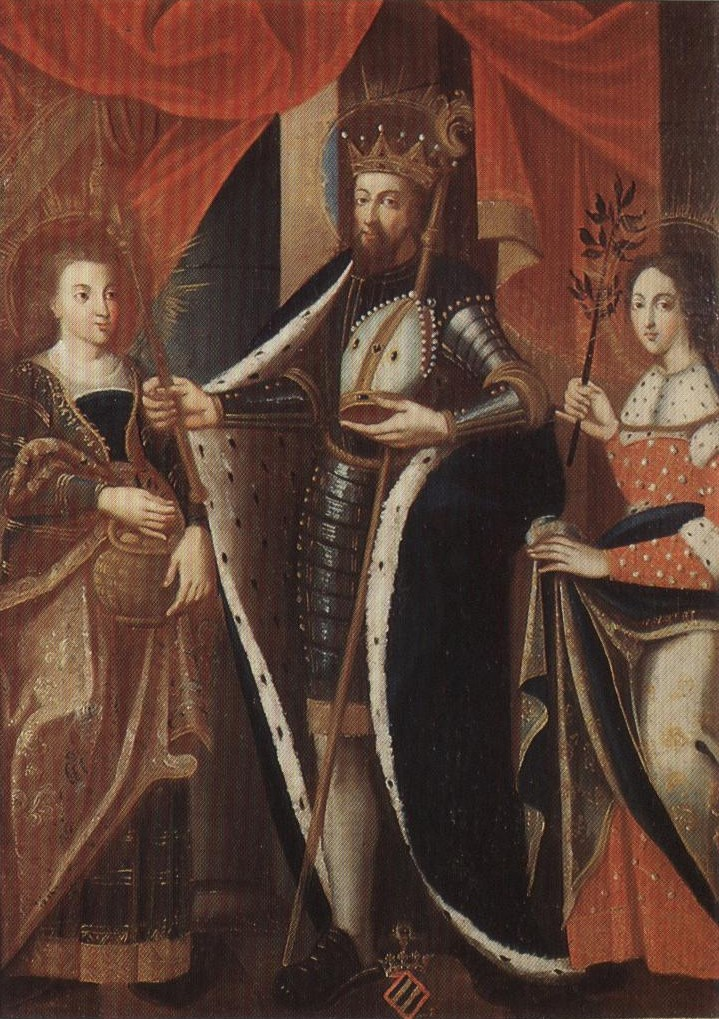
San Goerico y sus hijas.
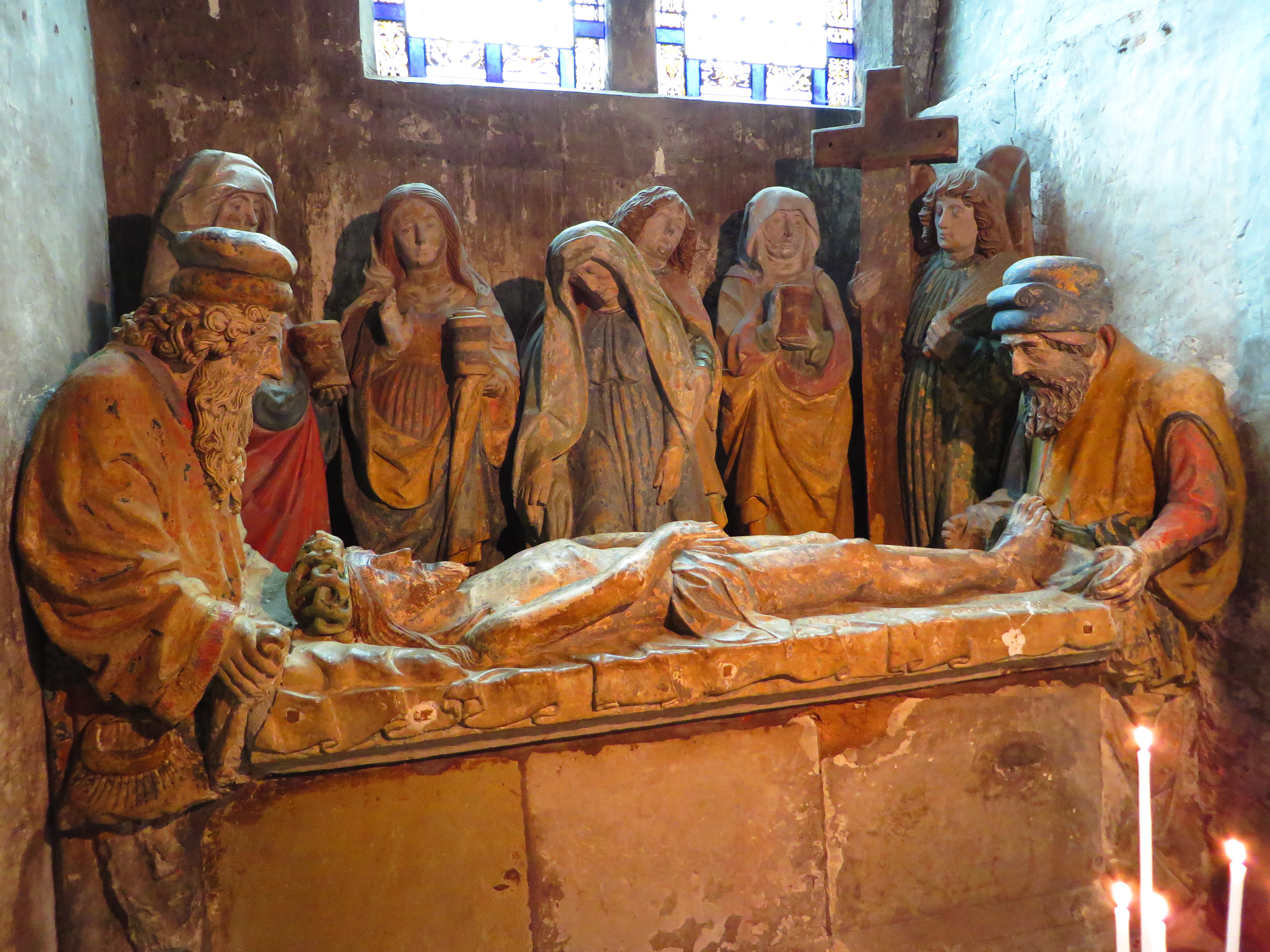
La tumba de San Mauricio.